# José Luis Sanchez del Rio
José Luis Sánchez del Río, né le 28 mars 1913 à Sahuayo de Morelos (es) et mort le 10 février 1928 dans la même localité, est un jeune mexicain, « cristero », tué à l’âge de 14 ans pour n’avoir pas voulu renier sa foi catholique.
Il est déclaré martyr et béatifié le 20 novembre 2005. Le 21 janvier 2016, le pape François lui reconnaît un deuxième miracle. Il a été  canonisé le 16 octobre 2016.

## Biographie

### Enfance
José Luis, troisième des quatre enfants de Macario Sánchez Sánchez et de María del Rio, naît dans une famille fortunée dont les parents lui apprennent à servir les plus pauvres. Il fréquente les sacrements, se rend régulièrement à la messe le dimanche, récite le chapelet tous les jours et prie avec ferveur Notre-Dame de Guadalupe. Il fréquente l’école de son village puis une autre à Guadalajara.

### Guerre des Cristeros
Lorsque la guerre civile des Cristeros éclate en 1926, ses frères aînés Macario et Miguel rejoignent les forces en rébellion contre le gouvernement issu de la révolution de 1910 et la Constitution de 1917, mais sa mère refuse que José Luis, qui veut donner sa vie au Christ, s’engage avec eux. Le général cristero Gorostieta, qui ne veut pas l’enrôler en raison de son âge, l'accepte finalement comme porte-drapeau. Les cristeros le surnomment Tarcisius, du nom d'un saint martyr qui avait protégé l’Eucharistie de la profanation.
Au cours d'une bataille contre les troupes gouvernementales, le 25 janvier 1928, le cheval du général est tué et José lui donne le sien afin qu'il puisse s'échapper et continuer la lutte. José estime en effet que la présence du général à la tête des cristeros est indispensable à la victoire de la cause du Christ-Roi. Le 6 février suivant, lors d'un nouvel accrochage avec les soldats, il se défend avec courage, mais il est capturé et emprisonné dans la sacristie de l’église Saint-Jacques de Sahuayo où il prie le chapelet tous les jours et écrit une lettre à sa mère, disant qu’il est prêt à mourir pour Dieu. Son père se propose de payer une rançon pour lui, mais les troupes gouvernementales, ayant reçu la consigne d'éliminer les prisonniers cristeros, refusent.

### Mort

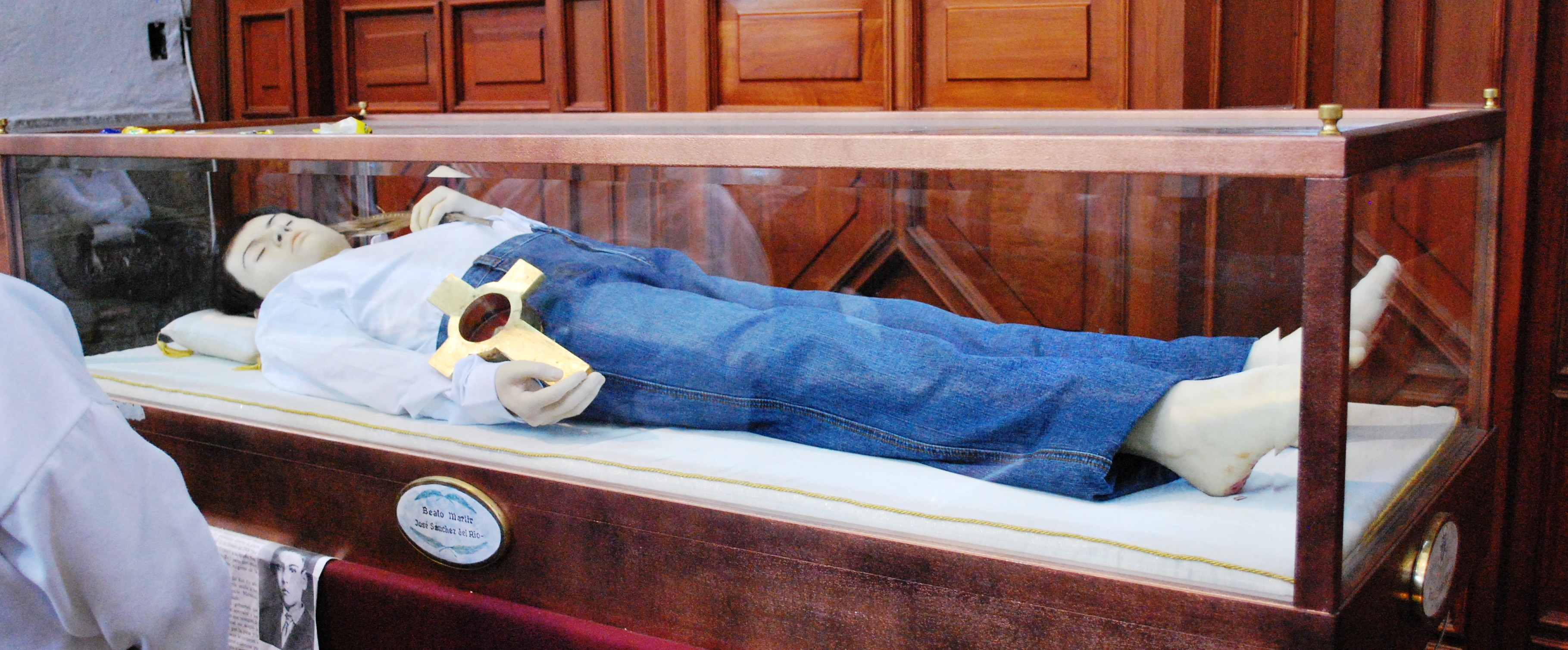
Châsse contenant les reliques du saint.

Le 10 février, ses geôliers le sortent de sa prison et le forcent à se diriger vers le cimetière après lui avoir coupé la plante des pieds et à marcher dans du sel. On le contraint à cheminer longuement pieds nus autour du cimetière. Son bourreau lui promet que s’il crie « mort au Christ-Roi », il aura la vie sauve. José Luis répond au contraire par le cri de ralliement des cristeros : « Longue vie au Christ-Roi ». Il doit ensuite creuser sa propre tombe. Exaspéré par sa résistance, et voyant qu'il n'arrivera pas à lui faire renier sa foi, son bourreau lui décharge son pistolet dans le dos. Son corps est jeté dans la fosse et recouvert de quelques pelletées de terre.
Dans la poche d'un vêtement de ce garçon, on trouvera un papier destiné à sa mère : « Ma petite maman. Me voilà pris et ils vont me tuer. Je suis content. La seule chose qui m'inquiète est que tu vas pleurer. Ne pleure pas, nous nous retrouverons. José, mort pour le Christ-Roi ».

## Reconnaissance posthume

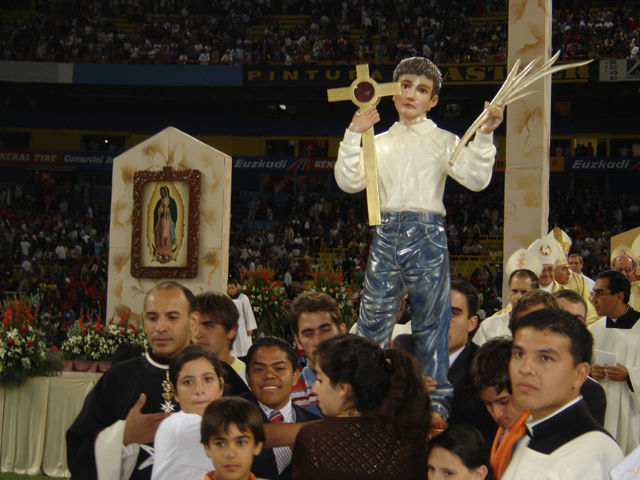
Une effigie de José Luis Sanchez del Rio lors de sa béatification à Guadalajara.

Les restes du corps de José Luis Sánchez del Río reposent aujourd'hui dans l’église du Sacré-Cœur-de-Jésus de Sahuayo.
Une congrégation religieuse semble avoir été influencée par le jeune martyr : l'institut des ouvriers du règne du Christ dont le père Enrique Amezcua Medina a trouvé sa vocation grâce à José Luis.

### Béatification
Le 20 novembre 2005, José Luis est béatifié en compagnie de douze autres martyrs, lors d'une cérémonie présidée par le cardinal José Saraiva Martins dans le stade Jalisco de Guadalajara.

### Canonisation
Le 21 janvier 2016, le pape François autorise la Congrégation pour la cause des saints à publier un décret reconnaissant un deuxième miracle attribué à son intercession. José Luis Sánchez del Río est ainsi canonisé le 16 octobre 2016.

## Culture
En 2012, son rôle est interprété par Mauricio Kuri dans le film Cristeros de Dean Wright.